# アラド県
| 県章 アラド県の位置 |                     |
| 地域                | 西地域              |
| 歴史的な地域        | クリシャナ、バナト  |
| 県都                | アラド              |
| 面積                | 7,754km²            |
| 人口                | 410,143人（2021年） |
| 人口密度            | 53人/km²            |
| ISO 3166-2          | RO-AR               |

アラド県（アラドけん、Județul Arad）は、ルーマニア西部・トランシルヴァニア地方の県。県都はアラド。
歴史的な地域としては、県の大部分はクリシャナ地方に属し、ティミシュ県に接した南側の一部がバナト地方に入る。

## 人口統計
人口は410,143人（2021年国勢調査）。民族構成は次のとおり。
- ルーマニア人 - 317,713人
- マジャル人 - 25,731人
- ロマ人 - 16,747人
- スロバキア人 - 3,310人
- ドイツ人 - 2,000人
- ウクライナ人 - 941人
- セルビア人 - 510人

## 地理
東はアルバ県とフネドアラ県、西はハンガリー、北はビホル県、南はティミシュ県に接する。
県の東部にはアプセニ山脈に属するザランド山地がある。西に向かって標高が低くなり、西部にはパンノニア平原の東部の平原群が広がっている。
県の南側をムレシュ川、北部をクリシュル・アルブ川、クリシュル・ネグル川が流れている。

## 経済
ティミシュ県とともに、ルーマニアでもっとも産業の進んだ地域の1つである。国境のそばにあることから、外国からの投資が多い。おもな産業は、機械、自動車部品、食品、繊維など。

## 行政区画
県は1つの都市、9つの町、68の基礎自治体からなる。

### 主な都市
- アラド（約17万人）